# كلية تيري للأعمال
كلية هيرمان آند ماري فيرجينيا تيري للأعمال [[إنج|Terry College of business]] هي إحدى كليات جامعة جورجيا في أثينا، جورجيا، الولايات المتحدة. تقدم كلية الأعمال برامج البكالوريوس وبرامج ماجستير إدارة الأعمال وبرامج الماجستير المتخصصة وبرامج الدكتوراه. تأسست باعتبارها أول كلية إدارة أعمال في جنوب أمريكا، وذلك في عام 1912.
غالبًا ما يعتبر برنامج ماجستير إدارة الأعمال في كلية تيري بأنه ضمن أفضل 50 برنامج دراسات عليا للأعمال. تمنح شهادة الماجستير في إدارة الأعمال على أساس درجة الدوام الكامل في الحرم الجامعي في أثينا، ودرجة الماجستير في إدارة الأعمال للمهنيين العاملين في مقاطعة غوينيت وفي مقاطعة بوكهد في أتلانتا، وعلى درجة الماجستيرفي إدارة الأعمال التنفيذية في بوكهد.
جميع برامج الكلية معتمدة من قبل جمعية النهوض بكليات إدارة الأعمال.

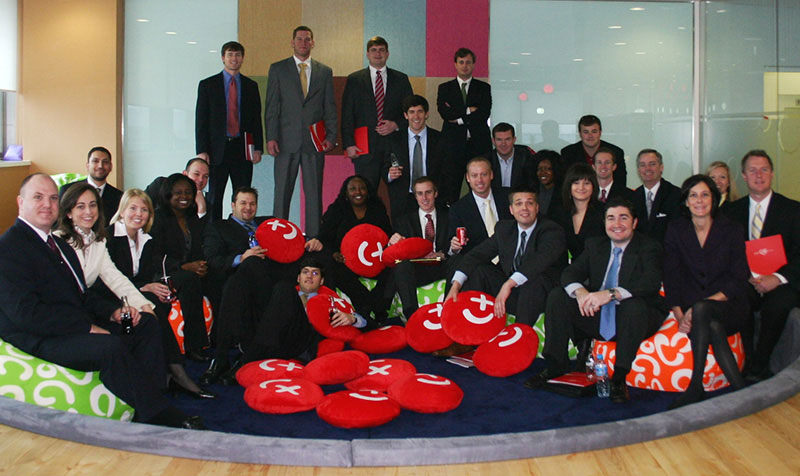
طلاب كلية الأعمال في تيري في زيارة إلى الصين

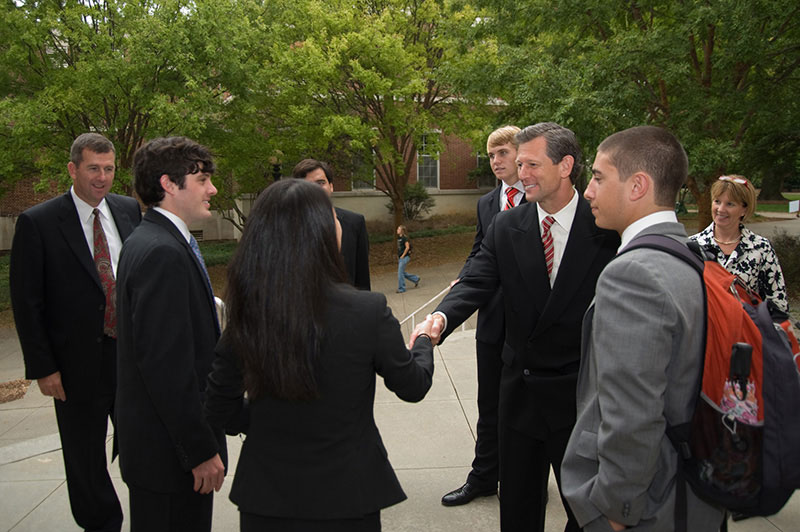
يجتمع جيمي بارج المدير التنفيذي السابق لشركة فياكوم مع الطلاب بعد عرضه لمجموعة المتحدثين الرسميين لكلية تيري، يناير 2010.

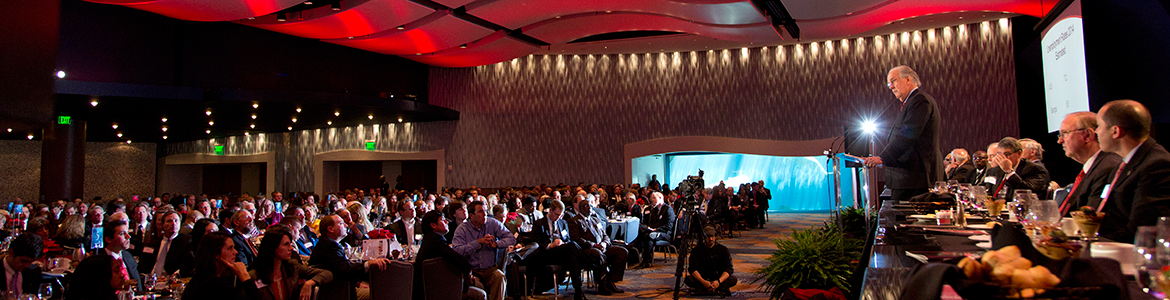
يسلم رئيس UGA الفخري تشارلز ب. ناب التوقعات الاقتصادية لعام 2014 لكبار رجال الأعمال الإقليميين في سلسلة التوقعات الاقتصادية لجورجيا.

## التصنيف العالمي
قالب:Infobox business school rankings

### برامج البكالوريوس
إدارة المخاطر والتأمين
حصل على الترتيب الأول من قبل يو إس نيوز اند وورلد ريبورت 
التجارة
حصل على ترتتيب الخامس من قبل يو إس نيوز اند وورلد ريبورت 
نظم المعلومات الإدارية
حصل على ترتيب 8 من من قبل يو إس نيوز اند وورلد ريبورت

### برامج الدراسات العليا
محاسبة (ماجستير)
حصل على ترتيب 9 من من قبل يو إس نيوز اند وورلد ريبورت
المحاسبة (دكتوراه)
حصل على ترتيب 13 من من قبل يو إس نيوز اند وورلد ريبورت
الاقتصاد (دكتوراه)
حصل على ترتيب 55 من من قبل يو إس نيوز اند وورلد ريبورت 
ماجستير في إدارة الأعمال التنفيذية
حصل على ترتيب 28 من قبل الإيكونومست 
ماجستير في إدارة الأعمال بدوام كامل
حصل على ترتيب 40 من قبل الولايات المتحدة نيوز اند وورلد ريبورت 
ماجستير في إدارة الأعمال المهنية
حصل على ترتيب 44 من قبل الولايات المتحدة نيوز اند وورلد ريبورت 

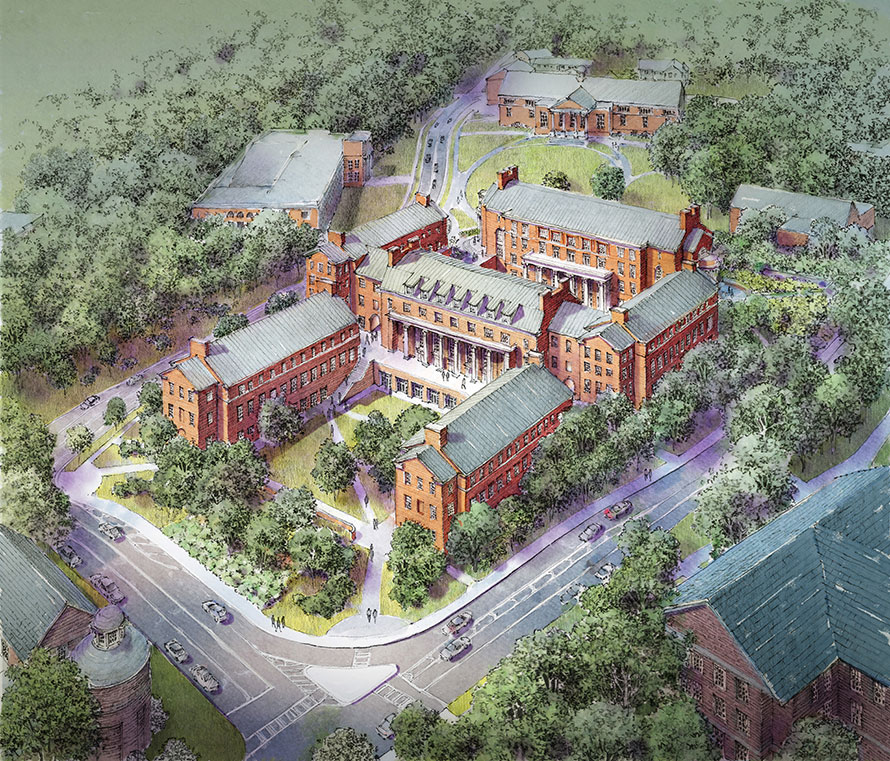
يجري حاليا إنشاء حرم جامعي على مساحة 306000 قدم مربع في أثينا مع بدء المرحلة النهائية الثالثة في أكتوبر 2017.

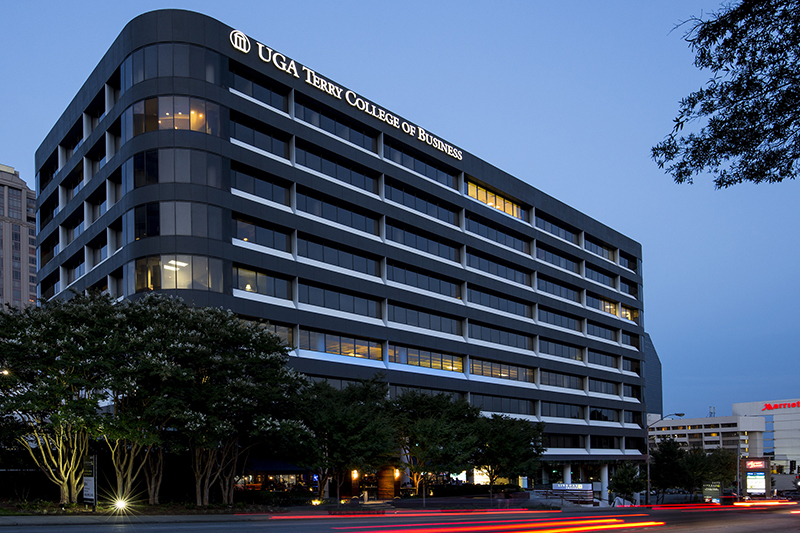
كلية تيري للأعمال في أطلانطا

## بعض الخريجين البارزين
- دانيال ب. آموس، رئيس مجلس الإدارة والرئيس التنفيذي لشركة أفلاك.
- جيمس دبليو بارج، المدير المالي لشركة ليونزغيت
- جيمس هـ. بلانشارد، رئيس متقاعد ورئيس تنفيذي لشركة يوفونز
- مايكل برنس، رئيس مجلس الإدارة والرئيس التنفيذي لشركة مرسر، وعضو مجالس الإدارة عدد من الشركات الأمريكية الكبرى
- غاري سي بتلر، الرئيس والمدير التنفيذي للمعالجة التلقائية للبيانات
- برايان كالهون، نائب رئيس الإعلام الجديد والشؤون الخارجية
- سيكس بي تشامبلس، عضو مجلس الشيوخ الأمريكي 2003-2015
- «بيت» كوريل، رئيس فخري لشركة جورجيا والمحيط الهادئ
- توم كوزينز، مطور عقاري، وصاحب امتياز سابق للمحترفين في مجال الرياضة، ومحسن، ومؤسس (مع وارين بافيت وجوليان روبرتسون).
- فيل غرام، اقتصادي، ممثل الولايات المتحدة (1978-1985)، وعضو مجلس الشيوخ الأمريكي (1985-2002) من تكساس
- فرانك حنا الثالث، رائد أعمال، مصرفي تاجر، محسّن، وفارس الصليب الكبير لجماعة القديس غريغوري العظيم
- ماسون هوكينز، ماجستير في إدارة الأعمال، رئيس مجلس الإدارة والرئيس التنفيذي لشركة جنوب شرق إدارة الأصول.
- ديف هايوود، موسيقي ومؤسس فرقة ليدي أنتيبيلوم
- جوني إيساكسون، عضو مجلس الشيوخ الأمريكي منذ عام 2005
- دوقلاس إيفيستر، رئيس متقاعد ورئيس تنفيذي لشركة كوكا كولا
- ستيف ج. جونز، عُيِّن في عام 2011 قاضياً في محكمة المقاطعة الأمريكية
- تشارلز كيلي، موسيقي ومؤسس فرقة ليدي أنتيبيلوم
- كيفن مارش، رئيس مجلس الإدارة والرئيس التنفيذي لشركة سكانا
- داريل ماكدونالد، نائب الرئيس التنفيذي للتطبيقات وتطوير الأعمال وكبير مسؤولي التسويق في شركة تيرداتا
- روبرت د. ماكتيير، رئيس بنك الاحتياطي الفيدرالي في دالاس
- تشارلز أوجليسبي، رئيس مجلس الإدارة المتقاعد لشركة ميلداتا
- برنارد ب. رامزي، نائب رئيس أول ورئيس اللجنة التنفيذية لـ ميريل لينش
- تشارلز س. سانفورد جونيور، رئيس مجلس الإدارة والرئيس التنفيذي لصندوق المصرفيين
- فرانك دبليو «سوني» سيلر، محامي محاكمة؛ كان له دور قيادي في الكتاب والفيلم منتصف الليل في حديقة الخير والشر (نيويورك تايمز الأكثر مبيعا التي لا تزال أطول مبيعا في نيويورك تايمز الأكثر مبيعا)؛ صاحب خط أبيض البلدغ الانجليزية
- توماس ج. ستانلي، عالم الأعمال والكاتب وأستاذ الأعمال بالجامعة الذي كان مؤلفًا ومؤلفًا مشاركًا للعديد من الكتب الحائزة على الجوائز عن الأثرياء الأمريكيين، بما في ذلك أفضل الكتب مبيعًا لصحيفة نيويورك تايمزالمليونير المجاور
- كيسيل ستيلينق، الرئيس والمدير التنفيذي لشركة سينفيوس
- شيلا تاورمينا، أولمبياد أمريكي أربع مرات في السباحة، الترياتلون والخماسي الحديث

المراجع
1. ↑  "About". www.terry.uga.edu. مؤرشف من الأصل في 2019-02-13.
2. ↑  "U.S. News & World Report". مؤرشف من الأصل في 2019-07-22.
3. ↑  "U.S. News & World Report". مؤرشف من الأصل في 2019-08-12.
4. ↑  "U.S. News & World Report". مؤرشف من الأصل في 2011-01-01.
5. ↑  U.S. News & World Report نسخة محفوظة 17 أغسطس 2019 على موقع واي باك مشين.
6. ↑  "Executive MBA Ranking 2018". The Economist (بالإنجليزية). Archived from the original on 2019-07-27. Retrieved 2018-07-18.
7. ↑  "U.S. News & World Report MBA Rankings". مؤرشف من الأصل في 2018-08-08.
8. ↑  "U.S. News & World Report Part-time Rankings". مؤرشف من الأصل في 2018-08-08.
9. ↑  "UGA names business school building for Doug Ivester". bizjournals.com. American City Business Journals. مؤرشف من الأصل في 2019-12-13. اطلع عليه بتاريخ 2019-03-02.

## روابط خارجية
- الموقع الرسمي لكلية تيري للأعمال
- جامعة جورجيا
- برنامج ماجستير إدارة الأعمال بكلية تيري للأعمال